# Битолско българско девическо училище
Българското девическо училище в Битоля, тогава в Османската империя, е поддържано от Битолската българска община и се развива като пълно основно, а след това и класно училище.

## История
Училището е четирикласно в 1901/1902 учебна година. В 1904 година то е вече петкласно.

## Преподаватели
- Атанас Михайлов – директор
- Никола Янишлиев – директор
- Евтим Спространов – директор
- Георги Ангелов
- Антон Димитров – директор

През учебната 1901/1902 година в училището преподават Атанас Михайлов (педагогика и аритметика), Неделя Апостолова (аритметика, геометрия, антропология и закон Божий), Мария Зердева (география, рисуване, краснопис и естествена история), Ел. Шулева (български език и ръкоделие), Наталия Мончева (френски език, история, физика, краснопис и гимнастика), Наум Темчев (френски език), Васил Узунов (български език) и А. Димитров (химия и минералогия). Към декември 1901 година Никола Янишлиев е временно управляващ.
През 1910 година управител е А. Димитров.

## Документи
- Писмо до екзарха с разпределението на учебните предмети между учителите (6 октомври 1901), с. 1
- Писмо <...> с. 2
- Писмо <...> с. 3
- Писмо на Българското девическо училище с управител Никола Янишлиев до екзарха (8 декември 1901), с. 1
- Писмо <...>, с. 2
- Писмо на Българското девическо училище с управител А. Димитров до екзарха (24 март 1910), с. 1